# VT-Patrol
VT-Patrol là kiểu máy bay trinh sát không người lái của Việt Nam do Tập đoàn Viễn thông Quân đội thiết kế.
VT-Patrol được trang bị camera quang hồng ngoại, có độ phân giải cao, bay tự động với khả năng truyền thông tin, hình ảnh theo thời gian thực. Nó có sải cánh dài 3,35 mét, chiều dài 2,31 m, chiều cao 0,78 m, trọng lượng 26 kg, vận tốc đạt từ 100 đến 150 km/h, cự ly hoạt động 50 km. Nó chế tạo bằng vật liệu composite hàng không và có thể nhận diện được mục tiêu là con người trong khoảng cách 600 mét.